# Filippo Spinelli (1566-1616)
Filippo kardinaal Spinelli (Napels, 1566 – Napels, 25 mei 1616) was een Italiaans rooms-katholiek kardinaal.

## Biografie
Op 22 april werd hij benoemd tot hulpbisschop van Policastro en titulair bisschop van Colossae. Spinelli werd tot bisschop gewijd op 6 mei 1592. Paus Clemens VIII benoemde Spinelli tot kardinaal op het consistorie van 9 juni 1604 en een jaar nadien werd hij bisschop van Policastro, hetzelfde bisdom dat hij daarvoor diende als hulpbisschop. Daarnaast werd hij op 6 juni 1605 benoemd tot bisschop van Aversa.

## Trivia
- Een familielid van hem, Filippo Niccolò Spinelli, zou later ook bisschop van Aversa worden.